# Исхаков, Надир Абдулхакович
Надир Абдулхакович (Абдурахманович) Исхаков (15 апреля 1995 года, с. Урга, Россия) — российский тайский боксёр, 3-кратный чемпион России, чемпион и призер Мира, 4-кратный призер чемпионата Европы, Интерконтинентальный чемпион Мира по версии GPRO, Мастер спорта России международного класса по тайскому боксу.

## Биография
Надир Исхаков родился в селе Урга Нижегородской области, по национальности — татарин. Тайским боксом начал заниматься в возросте 10 лет в городе Княгинино. В 2013 году выполнил норматив мастера спорта России по тайскому боксу. В 2013 году поступил в Нижегородский государственный инженерно-экономический институт.

## Спортивные достижения по тайскому боксу
- Чемпионат России 2014[1] — ;
- Чемпионат России 2017[2] — ;
- Чемпионат России 2019[3] — ;
- Чемпионат Мира 2017[4] — ;
- Чемпионат Мира IFMA 2019[5] — ;
- Чемпионат Европы 2014[6] — ;
- Чемпионат Европы 2015[7] — ;
- Чемпионат Европы 2017[8] — ;
- Чемпионат Европы 2018[9] — ;
- Интерконтинентальный чемпиона Мира по версии GPRO 2016[10] —
- Чемпион мира среди профессионалов 2015[11]
- Мастер спорта России международного класса[12] — ;